# Chaetodon mertensii
Espèce
Statut de conservation UICN

 LC  : Préoccupation mineure
Chaetodon mertensii est une espèce de poissons de la famille des Chaetodontidae. Son nom honore la mémoire du naturaliste et explorateur Karl Heinrich Mertens, mort quelque temps avant sa description par Cuvier.